# Campeonato Mato-Grossense de Futebol Feminino de 2022
O Campeonato Mato-Grossense Feminino de 2022 foi a décima terceira edição desta competição de futebol feminino organizada pela Federação Mato-Grossense de Futebol (FMF).
A competição foi composta de duas fases e disputada por sete equipes entre os dias 20 de agosto e 9 de outubro. Na fase inicial, os participantes se enfrentaram em turno único, classificando para a final os dois melhores colocados. Na decisão, o resultado agregado das duas partidas definiu o campeão.
Mixto e Operário VG protagonizaram a final, vencida pelo clube cuiabano. As trigresas conquistou seu oitavo título na história da competição após vencer nas penalidades da decisão, com o título o clube garantiu o direito de representar o estado na Série A3 de 2023.

## Formato e participantes
O regulamento dividiu a competição em duas fases distintas; na primeira, os integrantes enfrentaram os rivais em embates de turno único, classificando os dois melhores colocados para final que foi realizada em dois jogos. Os sete participantes foram:
| Equipe      | Cidade                    | Estádio             | Títulos                                       | Ref.  |
| ----------- | ------------------------- | ------------------- | --------------------------------------------- | ----- |
| Ação        | Santo Antônio de Leverger | Eurico Gaspar Dutra | —                                             | [ 8 ] |
| Cáceres     | Cáceres                   | CT Cáceres          | —                                             | [ 8 ] |
| Campo Novo  | Campo Novo do Parecis     | Ari Tomazelli       | —                                             | [ 8 ] |
| Cuiabá      | Cuiabá                    | CT SESC Balneário   | —                                             | [ 8 ] |
| Mixto       | Cuiabá                    | Eurico Gaspar Dutra | 7 (2007, 2009, 2010, 2011, 2015, 2020 e 2021) | [ 8 ] |
| Nova Mutum  | Nova Mutum                | Valdir Doilho Wons  | —                                             | [ 8 ] |
| Operário VG | Várzea Grande             | Dito Souza          | —                                             | [ 8 ] |

## Resultados
Os resultados das partidas da competição estão apresentados nos chaveamentos abaixo. A primeira fase foi disputada por pontos corridos, com os seguintes critérios de desempates sendo adotados em caso de igualdades: número de vitórias, saldo de gols, número de gols marcados, confronto direto, número de cartões vermelhos recebidos, número cartões amarelos recebidos e sorteio. Por outro lado, a final consistiu em partidas de ida e volta. Conforme preestabelecido no regulamento, o resultado das duas partidas definiu o campeão, no qual foi vencida pelo Mixto após vencer nas penalidades o Operário VG, sendo seu oitavo título estadual.

### Final
Jogo de ida
| 3 de outubro | Mixto                  | 2 – 2  | Operário VG               | Eurico Gaspar Dutra, Cuiabá                     |
| 19h30min     | Ana Beatriz 45+3', 47' | Súmula | Natasha 30' · Rhayssa 89' | Árbitro: Alberth Antonio Arruda Belino da Costa |

Jogo de volta
| 9 de outubro | Operário VG | 0 – 0  | Mixto | Dito Souza, Várzea Grande               |
| 09h30min     |             | Súmula |       | Árbitro: Jean Marcel Latorraca Ferreira |

|  |       | Penalidades |
|  | 4 − 5 |             |